# Filip Vujanović
JUDr. Filip Vujanović (Филип Вујановић, * 1. září 1954, Bělehrad, Jugoslávie) je černohorský politik, který mezi lety 2003 a 2018 vykonával funkci prezidenta Černé Hory (do r. 2006 v rámci Srbska a Černé Hory). První prezidentský mandát vykonával od roku 2003, druhý mandát vykonával od 21. března 2008, svůj třetí mandát od roku 2013 do května 2018.

## Mládí a kariéra

Černohorská prezidentská standarta

Narodil se a vyrůstal v Bělehradě, vystudoval právnickou a filozofickou fakultu Bělehradské univerzity. Mezi lety 1978 a 1981 pracoval na jednom z bělehradských soudů a později se stal asistentem u okresního soudu v Bělehradě.
V roce 1981, ve věku 27 let, se přestěhoval do Podgorice (tehdy Titograd). Po krátkém působení tajemníka u Titogradského okresního soudu pracoval jako právník, do politiky vstoupil v březnu 1993.

## Politická kariéra
F. Vujanović vstoupil do Demokratické socialistické strany v roce 1993 na pozvání tehdejšího prezidenta Momira Bulatoviće, krátce po vytvoření Jugoslávské svazové republiky. Mezi lety 1993–1996 byl ministrem spravedlnosti, od roku 1996 do roku 1998 potom ministrem vnitra. V průběhu roku 1997 se stal premiérem DPS.
Poté ho prezident Milo Đukanović zvolil prvním premiérem Černé Hory (5. únor 1998 – 8. leden 2003. 5. listopadu 2002 se stal předsedou parlamentu Černé Hory. Ještě toho roku se stal prezidentem Černé Hory (ve volbách získal drtivých 86% hlasů). Tyto volby se ale staly neplatnými, protože účast byla nižší než 50%. Nové volby proběhly v roce 2003 a Vujanović získal opět neuvěřitelných 81% hlasů, avšak volby neměly ani poloviční účast. 11. května 2003 byl zrušen zákon o 50% účasti, volby proběhly potřetí a Vujanović je opět s 63% vyhrál. Ze své funkce 19. května odstoupil, ale o tři dny později se stal opět prezidentem, a tak začal jeho úřadující termín. I když se narodil a vyrůstal v Srbsku, stal se jedním z nejvýznamnějších černohorských separatistů.

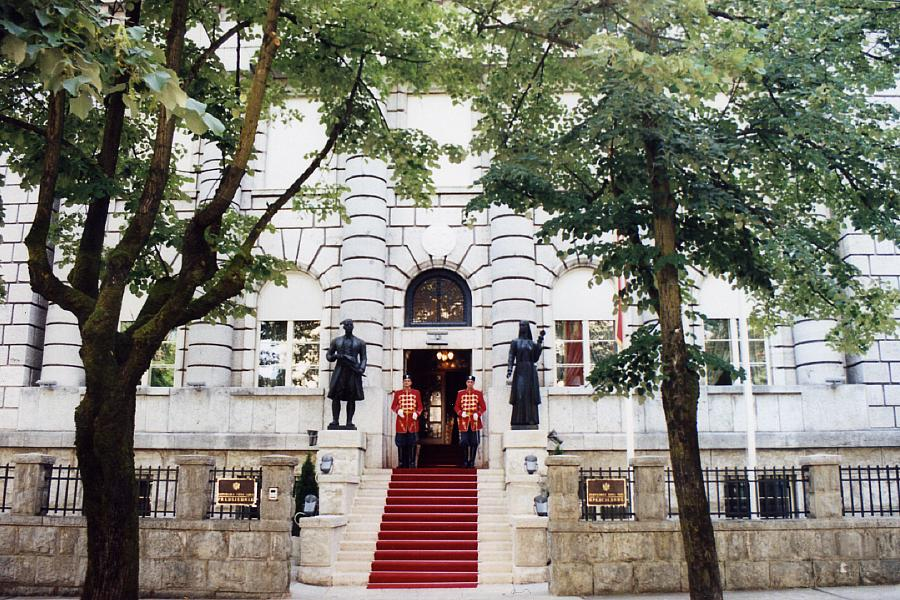
Prezidentský palác v Cetinje

Byl zastáncem referenda o černohorské nezávislosti. Je dobrým přítelem se srbským prezidentem Borisem Tadićem.
V roce 2008 byl zvolen podruhé prezidentem Černé Hory.
23. prosince 2011 se i s manželkou zúčastnil státního pohřbu Václava Havla.

## Osobní život
Vzal si černohorskou soudkyni Světlanu Vujanovićovou, se kterou má tři děti - dcery Tatjanu a Ninu a syna Danila. Na rozdíl od M. Đukanoviće odmítá chodit s ochrankou, je jej tedy možné spatřit v Cetinje, Podgorice či jinde s přáteli bez ochranky.